# Manu Quijera
Manu Quijera Poza (Pamplona, 13 de enero de 1998) es un atleta español especializado en lanzamiento de jabalina. Tuvo el récord de España de su especialidad, con una marca de 81,31 metros, entre mayo de 2019 y agosto de 2020.

## Trayectoria
Manu Quijera comenzó a lanzar jabalina en su Pamplona natal a los 13 años, siguiendo los pasos de su hermano Nico, también jabalinista, a las órdenes de Idoia Mariezkurrena. Entre 2013 y 2017 fue campeón de España, dentro de su categoría de edad, cinco veces consecutivas.
En 2018 fue subcampeón de España absoluto tras su hermano Nico; era la primera vez que dos hermanos compartían podio en el campeonato nacional desde 1953. Acabó el año como tercer mejor lanzador en el ranking nacional, por detrás de Odei Jainaga y de su hermano; estos habían sido ese año los dos primeros atletas españoles en superar la barrera de los 80 metros en el lanzamiento de jabalina.
El 18 de mayo de 2019 batió el récord de España de jabalina en el transcurso de un encuentro internacional de lanzamientos sub-23 celebrado en Madrid, con una marca de 81,31 m, superando el récord de Jainaga en 67 cm. En agosto debutó como internacional absoluto como miembro del equipo español en el Campeonato Europeo por Equipos, siendo cuarto en su prueba.
En 2022 llevó su mejor marca hasta los 83.28 m, lo que le llevó a participar en el Campeonato del Mundo y más tarde en el Campeonato de Europa, sin lograr pasar a la final en ninguno de los dos casos.
En 2023 formó parte de la selección española que terminó cuarta en los Juegos Europeos y consiguió la séptima plaza en la prueba de jabalina.
En 2024 volvió a tomar parte en el Campeonato de Europa, pero de nuevo quedó eliminado en la prueba de clasificación.
En 2025 formó parte del equipo español en el Campeonato de Europa por Equipos, donde acabó sexto en su prueba.

## Competiciones internacionales
| Representando a España en lanzamiento de jabalina \| Año \| Competición \| Sede \| Puesto \| Marca \| \| ---- \| -------------------------------- \| ----------------------- \| --------- \| ---------- \| \| 2015 \| Campeonato del Mundo Sub-18 \| Cali (Colombia) \| 4.º \| 76.48[n 1] \| \| 2016 \| Campeonato del Mundo Sub-20 \| Bydgoszcz (Polonia) \| 21.º (c.) \| 68.91 \| \| 2017 \| Campeonato de Europa Sub-20 \| Grosseto (Italia) \| 6.º \| 71.12 \| \| 2019 \| Campeonato de Europa Sub-23 \| Gävle (Suecia) \| 5.º \| 79.22 \| \| 2019 \| Campeonato de Europa por Equipos \| Bydgoszcz (Polonia) \| 4.º \| 75.64 \| \| 2022 \| Campeonato del Mundo \| Eugene (Estados Unidos) \| 17.º (c.) \| 78.61 \| \| 2022 \| Campeonato de Europa \| Múnich (Alemania) \| 14.º (c.) \| 76.67 \| \| 2023 \| Juegos Europeos \| Chorzów (Polonia) \| 7.º \| 75.08 \| \| 2024 \| Campeonato de Europa \| Roma (Italia) \| 21.º (c.) \| 75.61 \| \| 2025 \| Campeonato de Europa por Equipos \| Madrid (España) \| 6.º \| 77.26 \| | Representando a España en lanzamiento de jabalina \| Año \| Competición \| Sede \| Puesto \| Marca \| \| ---- \| -------------------------------- \| ----------------------- \| --------- \| ---------- \| \| 2015 \| Campeonato del Mundo Sub-18 \| Cali (Colombia) \| 4.º \| 76.48[n 1] \| \| 2016 \| Campeonato del Mundo Sub-20 \| Bydgoszcz (Polonia) \| 21.º (c.) \| 68.91 \| \| 2017 \| Campeonato de Europa Sub-20 \| Grosseto (Italia) \| 6.º \| 71.12 \| \| 2019 \| Campeonato de Europa Sub-23 \| Gävle (Suecia) \| 5.º \| 79.22 \| \| 2019 \| Campeonato de Europa por Equipos \| Bydgoszcz (Polonia) \| 4.º \| 75.64 \| \| 2022 \| Campeonato del Mundo \| Eugene (Estados Unidos) \| 17.º (c.) \| 78.61 \| \| 2022 \| Campeonato de Europa \| Múnich (Alemania) \| 14.º (c.) \| 76.67 \| \| 2023 \| Juegos Europeos \| Chorzów (Polonia) \| 7.º \| 75.08 \| \| 2024 \| Campeonato de Europa \| Roma (Italia) \| 21.º (c.) \| 75.61 \| \| 2025 \| Campeonato de Europa por Equipos \| Madrid (España) \| 6.º \| 77.26 \| | Representando a España en lanzamiento de jabalina \| Año \| Competición \| Sede \| Puesto \| Marca \| \| ---- \| -------------------------------- \| ----------------------- \| --------- \| ---------- \| \| 2015 \| Campeonato del Mundo Sub-18 \| Cali (Colombia) \| 4.º \| 76.48[n 1] \| \| 2016 \| Campeonato del Mundo Sub-20 \| Bydgoszcz (Polonia) \| 21.º (c.) \| 68.91 \| \| 2017 \| Campeonato de Europa Sub-20 \| Grosseto (Italia) \| 6.º \| 71.12 \| \| 2019 \| Campeonato de Europa Sub-23 \| Gävle (Suecia) \| 5.º \| 79.22 \| \| 2019 \| Campeonato de Europa por Equipos \| Bydgoszcz (Polonia) \| 4.º \| 75.64 \| \| 2022 \| Campeonato del Mundo \| Eugene (Estados Unidos) \| 17.º (c.) \| 78.61 \| \| 2022 \| Campeonato de Europa \| Múnich (Alemania) \| 14.º (c.) \| 76.67 \| \| 2023 \| Juegos Europeos \| Chorzów (Polonia) \| 7.º \| 75.08 \| \| 2024 \| Campeonato de Europa \| Roma (Italia) \| 21.º (c.) \| 75.61 \| \| 2025 \| Campeonato de Europa por Equipos \| Madrid (España) \| 6.º \| 77.26 \| | Representando a España en lanzamiento de jabalina \| Año \| Competición \| Sede \| Puesto \| Marca \| \| ---- \| -------------------------------- \| ----------------------- \| --------- \| ---------- \| \| 2015 \| Campeonato del Mundo Sub-18 \| Cali (Colombia) \| 4.º \| 76.48[n 1] \| \| 2016 \| Campeonato del Mundo Sub-20 \| Bydgoszcz (Polonia) \| 21.º (c.) \| 68.91 \| \| 2017 \| Campeonato de Europa Sub-20 \| Grosseto (Italia) \| 6.º \| 71.12 \| \| 2019 \| Campeonato de Europa Sub-23 \| Gävle (Suecia) \| 5.º \| 79.22 \| \| 2019 \| Campeonato de Europa por Equipos \| Bydgoszcz (Polonia) \| 4.º \| 75.64 \| \| 2022 \| Campeonato del Mundo \| Eugene (Estados Unidos) \| 17.º (c.) \| 78.61 \| \| 2022 \| Campeonato de Europa \| Múnich (Alemania) \| 14.º (c.) \| 76.67 \| \| 2023 \| Juegos Europeos \| Chorzów (Polonia) \| 7.º \| 75.08 \| \| 2024 \| Campeonato de Europa \| Roma (Italia) \| 21.º (c.) \| 75.61 \| \| 2025 \| Campeonato de Europa por Equipos \| Madrid (España) \| 6.º \| 77.26 \| | Representando a España en lanzamiento de jabalina \| Año \| Competición \| Sede \| Puesto \| Marca \| \| ---- \| -------------------------------- \| ----------------------- \| --------- \| ---------- \| \| 2015 \| Campeonato del Mundo Sub-18 \| Cali (Colombia) \| 4.º \| 76.48[n 1] \| \| 2016 \| Campeonato del Mundo Sub-20 \| Bydgoszcz (Polonia) \| 21.º (c.) \| 68.91 \| \| 2017 \| Campeonato de Europa Sub-20 \| Grosseto (Italia) \| 6.º \| 71.12 \| \| 2019 \| Campeonato de Europa Sub-23 \| Gävle (Suecia) \| 5.º \| 79.22 \| \| 2019 \| Campeonato de Europa por Equipos \| Bydgoszcz (Polonia) \| 4.º \| 75.64 \| \| 2022 \| Campeonato del Mundo \| Eugene (Estados Unidos) \| 17.º (c.) \| 78.61 \| \| 2022 \| Campeonato de Europa \| Múnich (Alemania) \| 14.º (c.) \| 76.67 \| \| 2023 \| Juegos Europeos \| Chorzów (Polonia) \| 7.º \| 75.08 \| \| 2024 \| Campeonato de Europa \| Roma (Italia) \| 21.º (c.) \| 75.61 \| \| 2025 \| Campeonato de Europa por Equipos \| Madrid (España) \| 6.º \| 77.26 \| | Representando a España en lanzamiento de jabalina \| Año \| Competición \| Sede \| Puesto \| Marca \| \| ---- \| -------------------------------- \| ----------------------- \| --------- \| ---------- \| \| 2015 \| Campeonato del Mundo Sub-18 \| Cali (Colombia) \| 4.º \| 76.48[n 1] \| \| 2016 \| Campeonato del Mundo Sub-20 \| Bydgoszcz (Polonia) \| 21.º (c.) \| 68.91 \| \| 2017 \| Campeonato de Europa Sub-20 \| Grosseto (Italia) \| 6.º \| 71.12 \| \| 2019 \| Campeonato de Europa Sub-23 \| Gävle (Suecia) \| 5.º \| 79.22 \| \| 2019 \| Campeonato de Europa por Equipos \| Bydgoszcz (Polonia) \| 4.º \| 75.64 \| \| 2022 \| Campeonato del Mundo \| Eugene (Estados Unidos) \| 17.º (c.) \| 78.61 \| \| 2022 \| Campeonato de Europa \| Múnich (Alemania) \| 14.º (c.) \| 76.67 \| \| 2023 \| Juegos Europeos \| Chorzów (Polonia) \| 7.º \| 75.08 \| \| 2024 \| Campeonato de Europa \| Roma (Italia) \| 21.º (c.) \| 75.61 \| \| 2025 \| Campeonato de Europa por Equipos \| Madrid (España) \| 6.º \| 77.26 \| |
| Año | Competición | Sede | Puesto | Marca | |
| --- | --- | --- | --- | --- | --- |
| 2015 | Campeonato del Mundo Sub-18 | Cali (Colombia) | 4.º | 76.48 | |
| 2016 | Campeonato del Mundo Sub-20 | Bydgoszcz (Polonia) | 21.º (c.) | 68.91 | |
| 2017 | Campeonato de Europa Sub-20 | Grosseto (Italia) | 6.º | 71.12 | |
| 2019 | Campeonato de Europa Sub-23 | Gävle (Suecia) | 5.º | 79.22 | |
| 2019 | Campeonato de Europa por Equipos | Bydgoszcz (Polonia) | 4.º | 75.64 | |
| 2022 | Campeonato del Mundo | Eugene (Estados Unidos) | 17.º (c.) | 78.61 | |
| 2022 | Campeonato de Europa | Múnich (Alemania) | 14.º (c.) | 76.67 | |
| 2023 | Juegos Europeos | Chorzów (Polonia) | 7.º | 75.08 | |
| 2024 | Campeonato de Europa | Roma (Italia) | 21.º (c.) | 75.61 | |
| 2025 | Campeonato de Europa por Equipos | Madrid (España) | 6.º | 77.26 | |

1. ↑  Jabalina de 700 g